# مضخة الحاجز (الغشاء)

مضخة الحاجز

المِضَخَّة الرِّقيّة أو ذات رِقّ أو مِضخة الحاجز أو الغشاء أو الحِجاب (بالإنجليزية:Diaphragm Pump) نوع من أنواع المضخات تنتمي لعائلة مضخات الإزاحة الجانبية (Positive Displacement Pumps) وتصنف على أنها أحد أنواع المضخات الترددية Reciprocating Pumps.
تتكون المضخة من غشاء (Membrane أو Diaphram) . يتصل هذا الغشاء عادة بـ «مكبس» (Piston). وتحتوي على مجموعة من الصمامات من نوع (صمام عدم رجوع)(check valve) على خط السحب والدفع للمضخة .
يتحرك الغشاء حركة ترددية إلى اليمين واليسار بشكل متواصل وتؤدي هذه الحركة إلى سحب السائل من المصدر (أو الخزان) نتيجة فرق الضغط بين داخل المضخة وخارجها. وبعد أن يدخل السائل إلى المضخة يقوم الغشاء بحصره في مكان ثابت الحجم داخل المضخة مما يؤدي إلى هروب السائل من مخرج المضخة بسبب خاصية (عدم قابلية الانضغاط) للسوائل.
تعمل الصمامات على منع السائل من العودة إلى المضخة بعد الخروج منها كما تمنع السائل من الخروج من المضخة عائدا إلى الخزان أو المكان الذي سحب منه.

## عيوب المضخة
- لا يمكن استخدامها لضخ السوائل ذات الحرارة العالية . (أعلى من 60 °).
- أغلب أنواع هذه المضخات بحاجة لمصدر خارجي للهواء المضغوط لكي تعمل بكفاءة مما يرفع من كلفة التشغيل.

## ميزات المضخة
- يمكن أن تعمل المضخة بوجود كمية قليلة من الماء ولا يلزم ملؤها بالماء بشكل كامل كما في المضخات الديناميكية (Dynamic Pumps ).
- ذات كلفة صيانة قليلة مقارنة بأنواع المضخات الأخرى من عائلة المضخات الترددية Reciprocating Pumps.
- خفيفة الوزن ومن السهل نقلها من مكان لآخر والأنواع الصغيرة الحجم منها يمكن نقلها باليد.
- لا تحتوي على أجزاء متحركة كثيرة مما يقلل من الإهتزازات الناتجة عن الحركة وارتفاع حرارة المضخة.
- ليست بحاجة إلى صمام أمان (Safety valve) مما يقلل من الكلفة.
- يمكن استخدامها لأنواع عديدة من السوائل كالماء والزيوت وغيرها.

## اقرأ أيضا
- مضخة